# Kubanytschbek Kulmatow
Kubanytschbek Kengeschewitsch Kulmatow (kirgisisch Кубанычбек Кеңешевич Кулматов) ist ein kirgisischer Politiker und ehemaliger Bürgermeister der Hauptstadt Bischkek.

## Karriere
Kulmatows Karriere begann bei der kirgisischen Zollbehörde, wo er im Jahr 2004 eingestellt wurde. Im Jahr 2010 wurde er Leiter der Zollbehörde und bekleidete dieses Amt bis 2013. Nach dem Rücktritt von Isa Omurkulov, der von April 2010 bis Dezember 2013 Bürgermeister von Bischkek war, wurde Kulmatow am 5. Januar 2014 von der Sozialdemokratischen Partei Kirgisistans (SDPK) als Bürgermeisterkandidat nominiert und kurz darauf vom Stadtrat Bischkeks als neuer Bürgermeister bestätigt. Seine Amtszeit endete im Februar 2016, sein Nachfolger wurde Albek Ibraimow. Daraufhin leitete Kulmatow den kirgisisch-russischen Entwicklungsfonds, 2018 wechselte erneut als Leiter der Behörde zum Zoll. Im Vorfeld der Präsidentschaftswahl im Oktober 2017 wurde über eine Kandidatur Kulmatows für die Sozialdemokraten spekuliert, die SDPK nominierte aber Sooronbai Dscheenbekow, der die Wahl anschließend auch für sich entscheiden konnte.

### Korruptionsvorwürfe
Mit dem Machtwechsel vom ehemaligen Präsidenten Almasbek Atambajew zu Sooronbai Dscheenbekow verlor Kulmatow an Rückhalt, da er als Vertrauter des ehemaligen Präsidenten Atambajew galt. Im Rahmen des Machtkampfes zwischen Atambajew und Dscheenbekow wurden zahlreiche ehemalige Vertraute Atambajews von seinem Nachfolger im Präsidentenamt entlassen und in vielen Fällen angeklagt. Gegen Kulmatow wurde am 18. Mai 2018 Anklage wegen des Verdachts auf Korruption erhoben. Grundlage für das Verfahren ist ein Vorgang aus seiner Zeit als Bürgermeister, in dessen Zentrum 2 Millionen US-Dollar chinesischer Fördergelder für den Bau von Schulen stehen. Diese Fördergelder soll Kulmatow über das Konto des Bürgermeisteramts in den Bau einer Schule am Rande von Bischkek geleitet haben, ohne dabei ein ordentliches Ausschreibungsverfahren angestoßen zu haben.
Kulmatow selbst bezeichnete die Vorwürfe als politisch motiviert und versicherte, der Bau der Schule sei auf legale Art und Weise verlaufen. Der Prozess gegen Kulmatow und seinen Nachfolger im Amt des Bürgermeisters, Albek Ibraimow, der ebenfalls der Korruption beschuldigt wurde, war immer wieder Thema in kirgisischen Medien. Der Prozess verzögerte sich immer wieder, da zahlreiche Verhandlungstermine verschoben wurden und viele Anträge eingereicht wurden. Kulmatow beantragte unter anderem den Abbruch des Prozesses auf Grund von Militärgeheimnissen, die im Rahmen weiterer Ermittlungen publik werden könnten. Für die Dauer des Prozesses saß Kulmatow in Haft, diese wurde auf Grund der Verzögerungen immer wieder verlängert. Am 23. Dezember 2019 erging schließlich das Urteil gegen Kulmatow, er wurde gegen eine Zahlung von fünf Millionen Som freigelassen.